# The Ultimate Sin
The Ultimate Sin er et album af Ozzy Osbourne, som blev udgivet den 22. februar 1986 og genudgivet i kvalitetsforbedret udgave den 22. august 1995.

## Spor
Alle sangene er skrevet af Ozzy Osbourne, Jake E. Lee og Bob Daisley medmindre andet er noteret. 
1. "The Ultimate Sin" – 3:45
2. "Secret Loser" – 4:08
3. "Never Know Why" – 4:27
4. "Thank God for the Bomb" – 3:53
5. "Never" – 4:17
6. "Lightning Strikes" – 5:16
7. "Killer of Giants" – 5:41
8. "Fool Like You" – 5:18
9. "Shot in the Dark" – 4:16 (Osbourne, Phil Soussan)